# Şanlıurfa (district)
Şanlıurfa is een Turks district in de provincie Şanlıurfa en telt 638.131 inwoners (2007). Het district heeft een oppervlakte van 3668,8 km².
De bevolkingsontwikkeling van het district is weergegeven in onderstaande tabel.
| 1997    | 2000    | 2007    |
| ------- | ------- | ------- |
| 533.528 | 534.706 | 638.131 |